# Saint-Herblon
Saint-Herblon is een plaats en voormalige gemeente in het Franse departement Loire-Atlantique in de regio Pays de la Loire en telt 1929 inwoners (2004). De plaats maakt deel uit van het arrondissement Ancenis.

## Geschiedenis
Saint-Herblon is op 1 januari 2016 gefuseerd met de gemeente Anetz tot de gemeente Vair-sur-Loire. 

## Geografie
De oppervlakte van Saint-Herblon bedraagt 36,9 km², de bevolkingsdichtheid is 52,3 inwoners per km².
De onderstaande kaart toont de ligging van Saint-Herblon met de belangrijkste infrastructuur en aangrenzende gemeenten.

## Demografie
Onderstaande figuur toont het verloop van het inwonertal.